# Kobogo
Kobogo är en ort i Burkina Faso.   Den ligger i provinsen Kadiogo Province och regionen Centre, i den centrala delen av landet, 27 km sydväst om huvudstaden Ouagadougou. Kobogo ligger 325 meter över havet och antalet invånare är 429.
Terrängen runt Kobogo är mycket platt. Närmaste större samhälle är Tanghin-Dassouri, 12,7 km norr om Kobogo.
Omgivningarna runt Kobogo är en mosaik av jordbruksmark och naturlig växtlighet. Runt Kobogo är det ganska tätbefolkat, med 104 invånare per kvadratkilometer.